# Hi-Tek
Cet article concerne le producteur de musique Tony Cottrell. Pour high-tech, voir Techniques de pointe. Pour le membre du groupe Die Antwoord, voir Die Antwoord.
Hi-Tek, de son vrai nom Tony Cottrell, né à Cincinnati dans l'Ohio, est un disc jockey et producteur de hip-hop américain. Il est le fils de Willie Cottrell du Willie Cottrell Band. Dès 1996, il est membre du groupe Mood qui publie l'album Doom.
Hi-Tek est surtout célèbre pour ses nombreuses collaborations avec le rappeur Talib Kweli avec lequel il forme le duo Reflection Eternal pour l'album Train of Thought publié en 2000. Il publie également la série Hi-Teknology... dans laquelle il produit pour de nombreux invités. En 2001, il rejoint l'équipe de production de Dr. Dre sur le label Aftermath Entertainment dans laquelle il fait signer son petit protégé Dion en 2004.
En 2010, dix ans après Train of Thought, il reforme le groupe Reflection Eternal avec Talib Kweli pour l'album Revolutions Per Minute.

## Biographie

### 1996-2000
Hi-Tek se lance dans le hip-hop au sein du groupe Mood et publie le single à succès régional Hustle on the Side. La chanson est incluse dans l'album Doom de Mood et fait participer entre autres le MC Talib Kweli, originaire de Brooklyn. Talib et Hi-Tek s'associent immédiatement, et Hi-Tek produira la plupart des chansons dans l'album Black Star de Talib Kweli et Mos Def, publié en 1998. En 2000, Tek et Kweli, sous le nom de groupe Reflection Eternal, publient l'album Train of Thought (2000) au label Rawkus Records, avec Talib Kweli au rap et Hi-Tek aux beats. Il devient un succès modéré et contient les singles The Blast et Move Somethin'. Le 18 mai 2010, dix ans après Train of Thought, il reforme le groupe Reflection Eternal avec Talib Kweli pour la publication de l'album Revolutions Per Minute,.

### Depuis 2001
Après signature au label Rawkus Records, Hi-Tek produit un nombre de projets incluant la série des Soundbombing, une compilation composée d'artistes signés chez Rawkus. Le 8 mai 2001, il publie son premier album solo Hi-Teknology au label Priority Records. L'album fait notamment participer Mos Def, Talib Kweli, Common, Vinia Mojica, et Buckshot, et la production est effectuée dans son intégralité par Hi-Tek. Il atteint la 66e place du Billboard 200, et contient le single Round and Round avec Jonell.
Hi-Tek devient ensuite producteur au label Aftermath Entertainment et ses affiliés, comptant Kweli et Mos Def. Il enregistre également des chansons pour Dion. Hi-Teknology 2 est publié le 17 octobre 2006 sur Babygrande, et distribué par Koch Entertainment. Il publie ensuite son troisième volet, Hi-Teknology 3: Underground le 11 décembre 2007.
En novembre 2015, le producteur 9th Wonder annonce Hi-Tek comme nouveau du Soul Council - l'équipe de production à son label It's A Wonderful World Music Group.

## Discographie

### Albums studio
- 2000 : Train of Thought (avec Talib Kweli)
- 2001 : Hi-Teknology
- 2006 : Hi-Teknology²: The Chip
- 2007 : Hi-Teknology3: Underground
- 2010 : Revolutions Per Minute (avec Talib Kweli)

### Productions
- 213 - Twist Yo Body (sur l'album The Hard Way)
- 50 Cent - Best Friend (sur l'album Get Rich Or Die Tryin' OST)
- 50 Cent feat. Olivia - Best Friend (Remix)
- 50 Cent - Get In My Car (sur l'album The Massacre)
- 50 Cent - Ryder Music (sur l'album The Massacre)
- Beanie Sigel - Get That Dough
- Bizarre feat. Obie Trice - Doctor Doctor (sur l'album Hanni Cap Circus)
- Bizarre feat. Eminem - Hip Hop (sur l'album Hanni Cap Circus)
- Bizarre - I'm In Luv Witchu (sur l'album Hanni Cap Circus)
- Blackalicious - It's Going Down
- Black Star - Definition (sur l'album Black Star)
- Black Star - Intro (sur l'album Black Star)
- Black Star - K.O.S. (Determination) (sur l'album Black Star)
- Black Star - RE:Definition (sur l'album Black Star)
- Black Star feat. Common - Respiration (sur l'album Black Star)
- Black Star feat. Punchline & Wordsworth, Jane Doe - Twice Inna Lifetime (sur l'album Black Star)
- Black Star - I Get High (sur l'album Black Star)
- Boot Camp Clik - Ice Skate
- Busta Rhymes feat. Nas - Rough Around The Edges
- Canibus - Last Laugh
- Cassidy - Cash Rules feat. Bone Thugs-N-Harmony & Eve (sur l'album B.A.R.S.)
- Cocoa Brovaz - Get Up
- Cocoa Brovaz feat. Dawn Penn - Spit Again
- Common feat. Sadat X - 1-9-9-9 (sur l'album Rawkus presents Soundbombing II)
- Common - Tekzilla
- Cormega - Take These Jewels
- D-12 - Just Like You (sur l'album D12 World)
- Dead Prez feat. Talib Kweli - Sharp Shooters
- Donte - Heat 4 the Streets
- G-Unit - Eye For An Eye (sur l'album Beg For Mercy)
- G-Unit - G-Unit (sur l'album Beg For Mercy)
- Ghostface Killah - Josephine (sur l'album More Fish)
- Jonell - Don't Stop
- Jonell - Round and Round (remix) (feat. Kool G Rap)
- Jonell - Round and Round (remix) (feat. Method Man)
- Jonell - Round and Round (remix) (feat. Method Man, Pharoahe Monch, Kool G Rap)
- J. Sands - In Jail
- Little Brother - Step it Up (feat. Dion)
- Lil' Skeeter feat. Marques Houston - All I Have (sur l'album Midwest Mastermind)
- Lloyd Banks feat. Snoop Dogg, 50 Cent - I Get High (sur l'album The Hunger for More)
- Morcheeba feat. Talib Kweli - Let Me See (remix)
- Mos Def - Next Universe (sur l'album Rawkus presents Soundbombing II)
- Papoose - What Makes Me, Me (sur l'album Internationally Known)
- Phife Dawg - Alphabet Soup (sur l'album Ventilation LP)
- Phife Dawg - Beats, Rhymes & Phife (sur l'album Ventilation LP)
- Phife Dawg - D.R.U.G.S. (sur l'album Ventilation LP)
- Phife Dawg - Flawless (sur l'album Ventilation LP)
- Phife Dawg - Miscellaneous (Remix)
- Planet Asia & Grand Agent - It's Only Right
- Shaunta - Good Lovin' (sur l'album The Wash - Soundtrack)
- Snoop Dogg - I Believe In You
- Snoop Dogg feat. E-White - I Miss That Bitch
- Snoop Dogg - No Thang On Me
- Soulive feat. Talib Kweli - Bridge to Bama (remix)
- Styles P. feat. Talib Kweli - Testify (sur l'album Time Is Money)
- Syleena Johnson feat. Mos Def - Hit On Me (remix)
- Talib Kweli - 2000 Seasons, The Express, Back Up Offa Me, More or Less
- Tha Eastsidaz feat. Nate Dogg, Butch Cassidy - Cool (Asur l'album Deuces N Trayz)
- Tha Eastsidaz - Eastside Ridaz (Album : Deuces N Trayz)
- The Game - Ol English (sur l'album Doctor's Advocate)
- The Game feat. Tony Yayo, Dion - Runnin' (sur l'album The Documentary)
- The Game feat. Nas - Letter to the King (Album : L.A.X.)
- Truth Hurts - Hollywood
- Xzibit - Scent of a Woman (sur l'album Weapons of Mass Destruction)
- Xzibit feat. Busta Rhymes - Tough Guy (sur l'album Weapons Of Mass Destruction)
- Young Buck - Don't Need No Help (sur l'album Get Rich Or Die Tryin' OST)
- Young Buck feat. Snoop Dogg, Trick Daddy - I Ain't Fuckin' Wit You (sur l'album Buck The World)
- Young Flame feat. B.A.G We Right Here (Wreckhouse Presents: B.A.G....Bad against Good)